# Sân vận động Quân đội Hoàng gia Thái Lan
Sân vận động Quân đội Hoàng gia Thái Lan (tiếng Thái: สนามกีฬากองทัพบก) là một sân vận động đa năng nằm trên đường Vibhavadi Rangsit ở Phaya Thai, một quận ở phía bắc Băng Cốc, Thái Lan. Sân hiện được sử dụng chủ yếu cho các trận đấu bóng đá. Sân vận động có sức chứa 20.000 người. Sân bao gồm khán đài chính với chỗ ngồi có mái che và ba khán đài còn lại là những bậc thang. Sân có đường chạy điền kinh xung quanh mặt sân. Sân vận động thường được các câu lạc bộ của Thái Lan sử dụng trong các giải đấu bóng đá quốc tế. Bangkok University FC đã sử dụng sân vận động này tại AFC Champions League 2007 và Osotsapa FC cũng đã sử dụng sân này tại Cúp AFC 2007. Ngoài ra, sân cũng đã được sử dụng cho các trận đấu có sự tham gia của các đội tuyển quốc gia trong các giải đấu quốc tế do Thái Lan tổ chức mà đội chủ nhà không tham gia.
Các sân vận động khác ở Băng Cốc bao gồm Sân vận động Quốc gia, Sân vận động Quốc gia Rajamangala, Sân vận động Thái Lan-Nhật Bản và Sân vận động Đại học Chulalongkorn.